# Abietinella abietina
Abietinella abietina ist eine Laubmoosart aus der Familie Thuidiaceae. Es ist auch unter dem Synonym Thuidium abietinum (Hedw.) Schimp. bekannt. Deutschsprachige Namen sind Echtes Tannen-Thujamoos und Echtes Tannenmoos, kurz auch Tannenmoos oder Tännchenmoos. Die Bryologisch-lichenologische Arbeitsgemeinschaft für Mitteleuropa hat diese Art zum Moos des Jahres 2011 gewählt.

## Merkmale

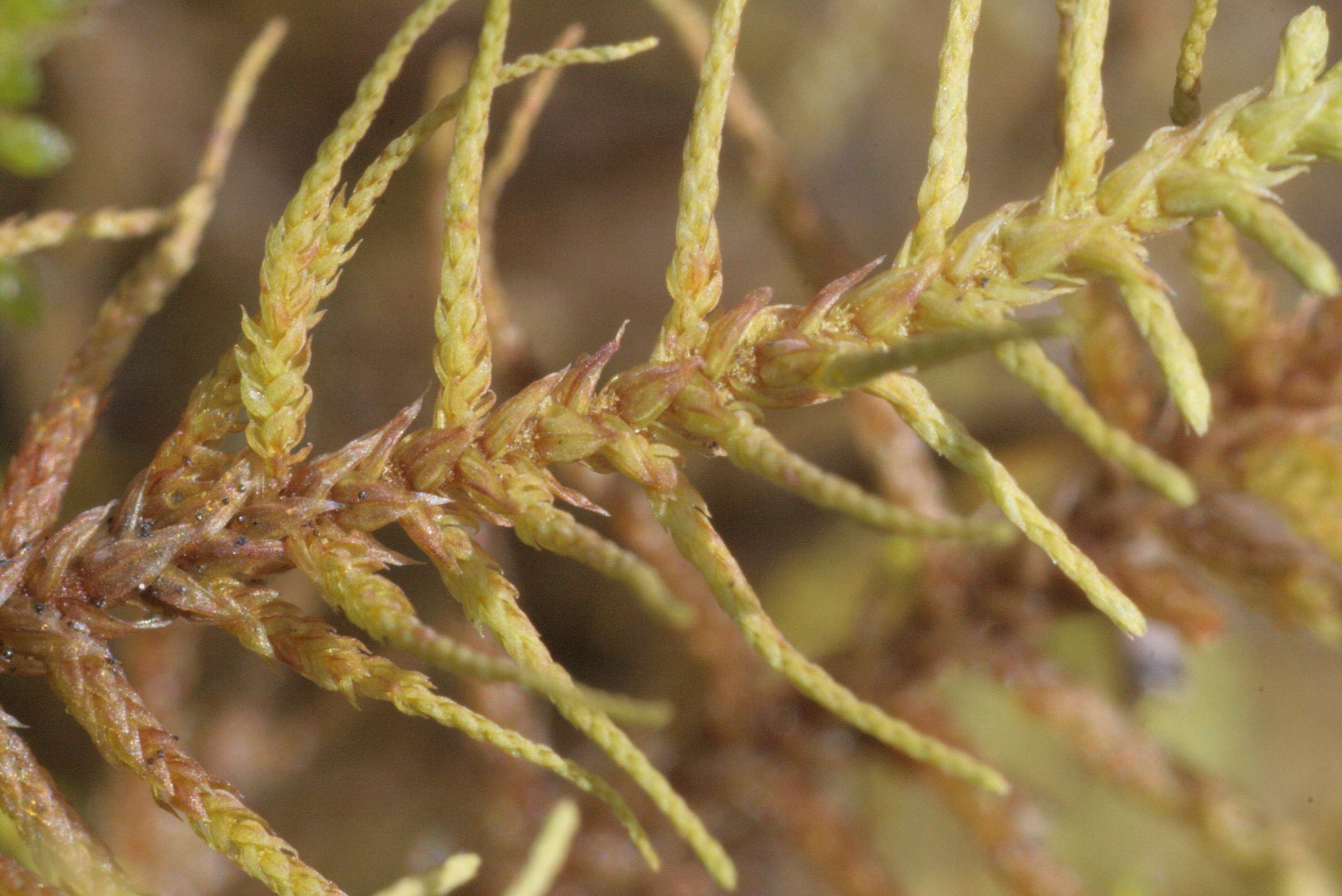
Nahansicht

Abietinella abietina wächst in oft ausgedehnten, lockeren Rasen. Diese sind glanzlos, gelbgrün bis braungrün, in schattigen Lagen auch frischgrün. Die kräftigen, wenig verzweigten und meist aufsteigenden Stämmchen sind einfach gefiedert. Stämmchenblätter und Astblätter sind verschieden gestaltet. Die größeren, 1,2 bis 3,7 Millimeter langen, locker anliegenden Stämmchenblätter sind breit eiförmig mit ausgezogener und oft verbogener Spitze, haben vier Längsfalten und eine einfache Rippe, die vor der Blattspitze endet. Die Blattränder sind flach oder umgerollt, ganzrandig bis krenuliert und an der Spitze gelegentlich etwas gezähnt. Astblätter sind deutlich kleiner. Stämmchen und Äste sind außerdem mit zahlreichen lanzettlichen oder fadenförmigen, einfachen oder verzweigten und papillösen Paraphyllien besetzt.
Die Blattzellen sind etwa 7 bis 11 µm groß, rundlich, rhombisch oder oval, oft buchtig, dickwandig und haben auf beiden Seiten je eine hohe Papille. Am Blattgrund sind die Zellen verlängert und getüpfelt.
Die Art ist zweihäusig. Sporogone werden nur äußerst selten gebildet, sie haben eine rötliche, 1,5 bis 3 Zentimeter lange Seta und eine fast aufrechte, zylindrische und schwach gekrümmte Kapsel mit kegeligem bis sehr kurz geschnäbeltem Deckel und kappenförmiger Haube.

## Varietäten
Von Abietinella abietina bestehen zwei Varietäten, die sich durch morphologische Unterschiede sowie etwas unterschiedlichen Standortansprüchen unterscheiden:
- Abietinella abietina var. abietinum hat hohle, breit eiförmige und kurz zugespitzte, um 1 Millimeter lange Astblätter mit umgerollten Blatträndern. Es wächst an lichten bis sonnigen, überwiegend schwach basischem Substrat auf trockenen Standorten, die durch starke Erwärmung und zeitweiligen Trockenphasen gekennzeichnet sind. Typische Begleitmoose sind Rhytidium rugosum, Homalothecium lutescens, Entodon concinnus und Hypnum cupressiforme var. lacunosum.

- Abietinella abietina var. hystricosum besitzt lang zugespitzte, um 1,5 Millimeter lange Astblätter mit überwiegend flachen Blatträndern. Die Pflanzen dieser Varietät sind meist kräftiger, dichter beastet, dunkelgrün und haben oft einseitswendige Astspitzen. Es wächst bevorzugt in Gegenden mit ausgeglichenem, ozeanisch geprägtem Klima, benötigt mehr Feuchtigkeit und meidet Standorte mit zu starker Erwärmung.

Beide Varietäten sind durch eine Zwischenform verbunden, die als Abietinella abietina var. abietinum fo. intermedium beschrieben wird. Eine klare Trennung ist deshalb nicht immer möglich.

## Verbreitung
Abietinella abietina kommt in großen Teilen der Nordhalbkugel vor.
Abietinella abietina var. abietinum ist in Mitteleuropa von der Ebene – hier allerdings meist selten – bis in die alpine Höhenstufe verbreitet. Var. hystricosum hat seinen Verbreitungsschwerpunkt im Kreidegebiet Südenglands, im übrigen Europa gibt es nur Reliktvorkommen.

### Einzelnachweis
1. ↑  
Oliver Dürhammer: Abietinella abietina (Hedw.) M. Fleisch. var. abietina. In: Moose Deutschland. Abgerufen am 14. März 2014.